# Поллини, Бернхард
Бернхард Поллини (нем. Bernhard Pollini, настоящее имя Барух Поль, нем. Baruch Pohl; 16 декабря 1838, Кёльн — 27 ноября 1897, Гамбург) — немецкий оперный певец (тенор) и импресарио.
Дебютировал на сцене в 1857 году в партии Артуро («Пуритане» Беллини). Гастролировал с оперной труппой, исполнявшей итальянский репертуар, затем стал её импресарио; проделал путь через Милан, Париж и Лондон в Гавану, Мехико и Нью-Йорк, затем обратно в Европу, оттуда в Константинополь, Будапешт и Вену. В 1867 г. возглавил итальянскую труппу во Львове, затем руководил коллективами в Санкт-Петербурге и Москве.
По большей части имя Поллини связано с Гамбургской оперой, директором которой он стал в 1873 г. и оставался на посту до конца жизни. Поллини спас оперный театр от финансового краха, сумев привлечь кредиты. Он существенно поднял уровень исполнения, в качестве главных дирижёров пригласив сперва Ганса фон Бюлова (1887—1890), а затем Густава Малера (с 1891 г.). В 1878 г. была осуществлена полная постановка «Кольца нибелунга» Рихарда Вагнера, в 1892 г. состоялись немецкие премьеры «Отелло» Верди и «Евгения Онегина» Чайковского, а в 1893 г. — первое за пределами России исполнение «Иоланты» (в обоих случаях в присутствии Чайковского). Незадолго до смерти женился на певице Бьянке Бьянки, чья карьера в начале 1870-х гг. началась не без его участия.
Некролог «Нью-Йорк Таймс» характеризовал Поллини как одного из наиболее заметных оперных менеджеров Европы. В то же время современный музыкальный критик Норман Лебрехт в своём скандальном памфлете «Кто убил классическую музыку» заявляет: «Пронырливый и напористый <…> Поллини (от рождения Барух Поль) хорошо платил своим звёздам, но остальную труппу держал на нищенской зарплате. <…> В словаре Гроува его назвали „интендантом международного класса“. На самом деле он был рабовладельцем и мошенником».